# ASUS Eee Top

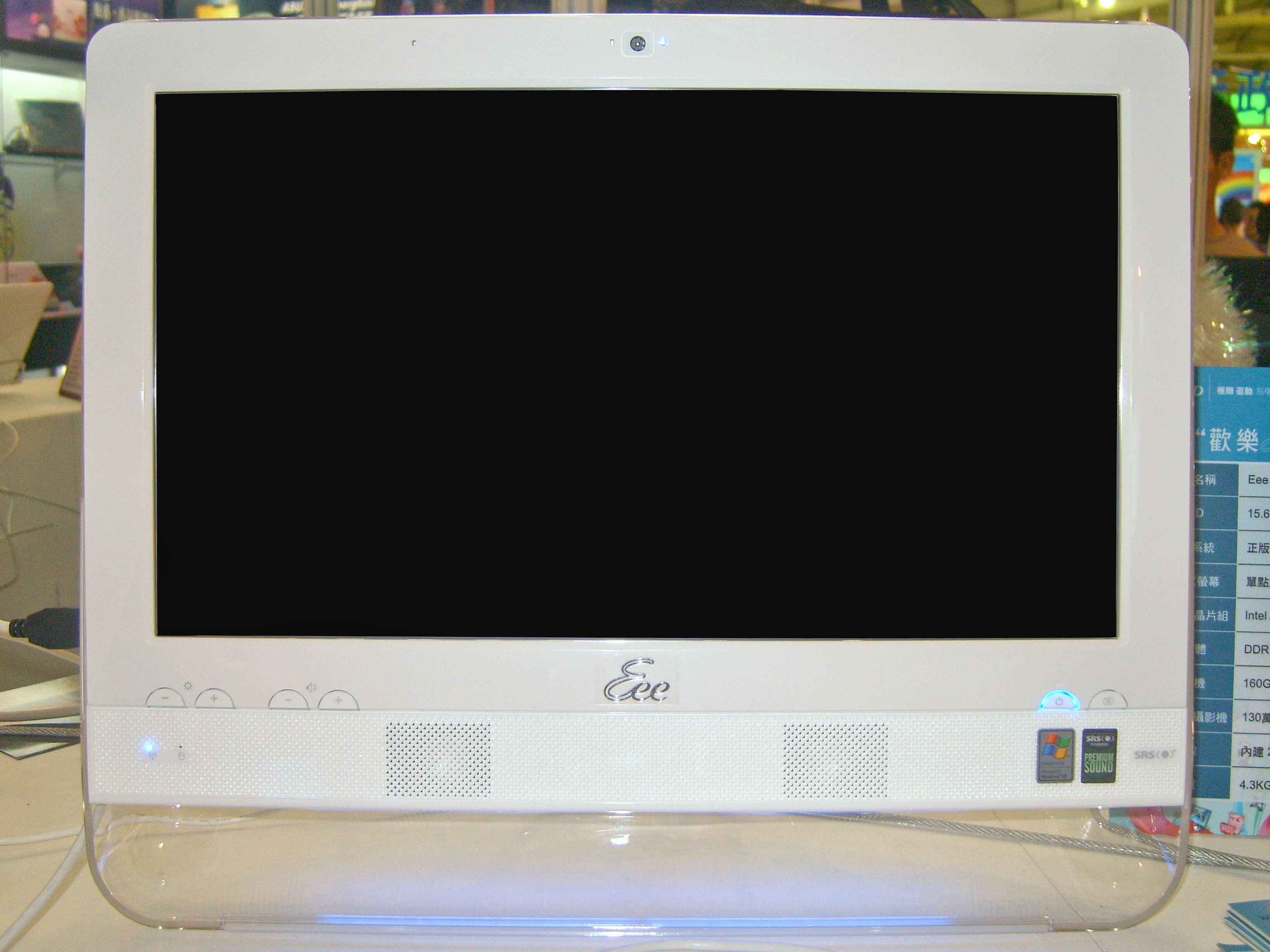
ASUS Eee Top.

El ASUS Eee Top es un computador de escritorio todo en uno de pantalla táctil diseñado por ASUS y lanzado en noviembre de 2008. Todo el computador, excepto el teclado, está integrado dentro de la carcasa de la pantalla. Su tarjeta madre emplea la tecnología Splashtop de Asus llamada "Express Gate".
Hay cuatro modelos en esta serie, el ET1602, ET1603, ET2002 y ET2203d.
Los modelos ET 1602 y ET 1603 ofrecen un procesador Intel Atom de 1.6 GHz, con pantalla ancha (16: 9) de 15.6", 1 GiB de RAM DDR2, HDD SATA de 160 GB, Wi-Fi 802.11b/g/draft-n, altavoces, lector de tarjetas SD y un webcam 1.3 MP con Windows XP Home modificado con el Easy Mode de icono grande de Asus.
La diferencia entre los modelos está en las tarjetas gráficas. El 1602 tiene el chipset gráfico integrado, pero el 1603 incluye una más poderosa ATI Mobility Radeon HD 3450.
En agosto de 2009, fueron introducidos otros dos modelos, el ET2002 y el ET2203. El ET2002 es el primer modelo todo en uno en usar la plataforma Nvidia Ion con el Atom 330 y el nVidia GeForce 9400 IGP. El ET2203 incluye un reproductor Blu-Ray, un procesador Core 2 Duo T6600 y una tarjeta gráfica ATI Mobility Radeon HD 4570. Estos modelos también pueden ser usados como monitores independientes con la capacidad de conectar una consola de juego equipada con HDMI como el PS3 o el Xbox 360, y otros periféricos equipados con la entrada de HDMI.

## Modelos
| Modelo             | Eee Top ET1602 | Eee Top ET1603 | Eee Top ET2002 | Eee Top ET2203 |
| Procesador         | Intel Atom N270 (1.6 GHz, 533 MHz FSB, 512 KiB L2 Caché) | Intel Atom N270 (1.6 GHz, 533 MHz FSB, 512 KiB L2 Caché) | Intel Atom 330 (1.6 GHz, 533 MHz FSB, 1 MiB L2 Caché) | Intel Core 2 Dúo T6600 (2.2 GHz, 800 MHz FSB, 2 MiB L2 Caché) |
| Memoria            | 1 GiB de DDR2-533 SO-DIMM Expandible a 2 GiB | 1 GiB de DDR2-533 SO-DIMM Expandible a 2 GiB | 2 GiB de DDR2-800 SO-DIMM Expandible a 4 GiB | 4 GiB de DDR2-800 SO-DIMM |
| Hard Drive         | 160 GB SATA @ 5,400 RPM | 160 GB SATA @ 5,400 RPM | 250 GB o 320 GB SATA @ 5,400 RPM | 320 GB o 500 GB SATA @ 5,400 RPM |
| Procesador gráfico | Intel GMA 950 integrado | ATI Radeon HD 3450 | nVidia GeForce 9400M G graphics integrado | ATI Radeon HD 4570 |
| Pantalla           | Pantalla táctil de 15.6" con resolución de 1366 × 768 | Pantalla táctil de 15.6" con resolución de 1366 × 768 | Pantalla táctil de 20" con resolución de 1920 × 1080 | Pantalla táctil de 22" con resolución de 1920 × 1080 |
| Red inalámbrica    | 802.11b/g/draft-n | 802.11b/g/draft-n | 802.11b/g/draft-n | 802.11b/g/draft-n |
| Unidad óptica      | ninguna | ninguna | Quemador CD/DVD | Quemador CD/DVD con reproductor Blu-ray |
| Cámara             | 1.3 MP con micrófono digital | 1.3 MP con micrófono digital | Sí, con micrófono digital | Sí, con micrófono digital |
| Puertos de E/S     | 6 puertos USB 2.0, 1 lector de tarjetas 3-en-1, 1 puerto de audífono, 1 puerto de micrófono, conector de cable de energía, puerto Ethernet de 1 Gbit/s, salidas de audio de alta definición 3x | 6 puertos USB 2.0, 1 lector de tarjetas 3-en-1, 1 puerto de audífono, 1 puerto de micrófono, conector de cable de energía, puerto Ethernet de 1 Gbit/s, salidas de audio de alta definición 3x | 6 puertos USB 2.0, 1 lector de tarjetas 3-en-1, 1 puerto de audífono, 1 puerto de micrófono, conector de cable de energía, puerto Ethernet de 1 Gbit/s, puerto SPDIF y entrada HDMI | 6 puertos USB 2.0, 1 lector de tarjetas 3-en-1, 1 puerto de audífono, 1 puerto de micrófono, conector de cable de energía, puerto Ethernet de 1 Gbit/s, puerto SPDIF y entrada HDMI |